# NK Zavrč
Nogometni Klub Zavrč vagy röviden NK Zavrč egy szlovén labdarúgócsapat Zavrč városából. Jelenleg a szlovén labdarúgó-bajnokság első osztályában (1. SNL) játszik. A klubot 1998-ban alapították.

## Sikerei
- Szlovén labdarúgó-bajnokság: másodosztály

Győztes (1): 2012–2013
- Szlovén labdarúgó-bajnokság: harmadosztály

Győztes (3): 2004–2005, 2006–2007, 2011–2012
- Szlovén labdarúgó-bajnokság: negyedosztály

Győztes (2): 2003–04, 2010–11
- Szlovén labdarúgó-bajnokság: ötödosztály

Győztes (1): 2009–10
- Szlovén labdarúgó-bajnokság: hatodosztály

Győztes (1): 2008–09

## Stadion
A stadion neve Zavrč Sports Park, férőhelyeinek száma 1.200. 2003-ban felújították, 2013 és 2014 között pedig kibővítették. 2012 májusában felszerelték a villanyvilágítást, így a stadion már megfelelt a Szlovén labdarúgó-bajnokság (első osztály) kritériumainak is.

## Játékoskeret
2014. január 30-i állapot
| #  |         | Poszt | Név            |
| -- | ------- | ----- | -------------- |
| 1  | szlovén | K     | Gregor Fink    |
| 2  | szlovén | V     | Miha Kokol     |
| 3  | szlovén | V     | Tilen Lešnik   |
| 5  | szlovén | V     | Marko Roškar   |
| 6  | szlovén | V     | Peter Murko    |
| 8  | horvát  | KP    | Nikola Šafarić |
| 10 | szlovén | KP    | Doris Kelenc   |
| 11 | szlovén | V     | Sandi Čeh      |
| 12 | horvát  | K     | Matija Kovačić |
| 14 | szlovén | V     | Boris Sambolec |
| 15 | szlovén | V     | Dejan Kurbus   |
| 16 | szlovén | KP    | Aleš Čeh, Jr.  |

| #  |         | Poszt | Név            |
| -- | ------- | ----- | -------------- |
| 18 | horvát  | CS    | Dino Kresinger |
| 19 | szlovén | KP    | Andrej Dugolin |
| 20 | horvát  | KP    | Josip Golubar  |
| 21 | horvát  | K     | Luka Bešenić   |
| 22 | szlovén | KP    | Jure Matjašič  |
| 23 | horvát  | CS    | Josip Fuček    |
| 25 | horvát  | KP    | Mario Brlečić  |
| –  | horvát  | KP    | Dominik Božak  |
| –  | horvát  | KP    | Marko Rog      |
| –  | horvát  | CS    | Matija Smrekar |
| –  | horvát  | KP    | Karlo Težak    |
| –  | szlovén | KP    | Arpad Vaš      |

## Híres játékosai
- Rene Mihelič
- Jože Benko
- Mario Brlečić
- Aleš Čeh, Jr.
- Andrej Dugolin
- Franc Fridl
- Josip Golubar
- Dino Kresinger
- Matjaž Lunder
- Aleš Majer
- Rok Roj
- Nikola Šafarić
- Arpad Vaš

## Külső hivatkozások
- NK Zavrč (hivatalos honlap)
- Adatlapja a PrvaLiga honlapján (szlovén nyelven)